# Palpimanus cyprius
Espèce
Palpimanus cyprius est une espèce d'araignées aranéomorphes de la famille des Palpimanidae.

## Distribution
Cette espèce se rencontre à Chypre, en Israël et en Syrie.

## Étymologie
Son nom d'espèce lui a été donné en référence au lieu de sa découverte, Chypre.

## Publication originale
- Kulczyński, 1909 : Fragmenta Arachnologica. XIV, XV. Bulletin International de l'Académie des Sciences de Cracovie, vol. 1909, p. 667-687.